# Okręg Has
Okręg Has (alb. rrethi i Hasit) – jeden z trzydziestu sześciu okręgów administracyjnych w Albanii; leży w północno-wschodniej części kraju, w obwodzie Kukës. Liczy ok. 13 tys. osób (2008) i zajmuje powierzchnię 393 km². Jego stolicą jest Krumë.
W skład okręgu wchodzą cztery gminy. Jedna miejska Krume oraz trzy wiejskie: Golaj, Gjinaj oraz Fajzë.